# Hit the Ice
Hit the Ice – amerykański film komediowy z 1943 z udziałem duetu komików Abbott i Costello.